# Cộng hòa Xã hội chủ nghĩa Xô viết Armenia
Cộng hòa Xã hội chủ nghĩa Xô viết Armenia (tiếng Armenia: Հայկական Սովետական
Սոցիալիստական Հանրապետություն Haykakan Sovetakan Soc’ialistakan Hanrapetut’yun; tiếng Nga: Армя́нская Сове́тская Социалисти́ческая Респу́блика Armjanskaja Sovetskaja Sotsialističeskaja Respublika), cũng viết tắt là CHXHCNXV Armenia hay Armenia Xô viết, là một trong 15 nước cộng hòa hình thành nên Liên Xô. CHXHCNXV Armenia được thành lập vào tháng 12 năm 1920, khi Liên Xô tiếp quản quyền kiểm soát Cộng hòa Miền núi Armenia và tồn tại cho đến năm 1991. Nó đôi khi cũng được gọi là Đệ nhị Cộng hòa Armenia vì xuất hiện sau sự sụp đổ của Đệ nhất Cộng hòa Armenia.
Là một phần của Liên Xô, CHXHCNXV Armenia đã chuyển đổi từ một vùng nội địa phần lớn là nông nghiệp thành trung tâm sản xuất công nghiệp quan trọng. Ngày 23 tháng 8 năm 1990, nước cộng hòa đổi tên thành Cộng hòa Armenia, song vẫn nằm trong thành phần Liên Xô cho đến khi chính thức tuyên bố độc lập vào ngày 21 tháng 9 năm 1991. Sau khi Liên Xô tan rã, nhà nước Cộng hòa Armenia tồn tại cho đến khi thông qua hiến pháp mới vào năm 1995.

## Lịch sử

### Xô viết hóa
Từ năm 1828 đến Cách mạng Tháng Mười vào năm 1917, Armenia là một bộ phận của Đế quốc Nga và phần lớn được giới hạn trong ranh giới của tỉnh Erivan. Sau Cách mạng Tháng Mười, chính phủ Bolshevik của Vladimir Lenin đã công bố rằng các dân tộc thiểu số trong đế quốc Nga trước đây có thể theo đuổi một tiến trình tự quyết. Sau sự sụp đổ của đế quốc, vào tháng 5 năm 1918, Armenia và các nước Azerbaijan và Gruzia lân cận đã tuyên bố độc lập khỏi ách thống trị của người Nga và thành lập ra các nước cộng hòa tương ứng của mình. Sau khi có rất nhiều bị giết hại dưới ách thống trị của đế quốc Ottoman trong thảm sát Armenia và Chiến tranh Thổ Nhĩ Kỳ-Armenian sau đó, khu vực Armenia lịch sử tại đế quốc Ottoman tràn ngập sự thất vọng và bị tàn phá.
Một số người Armenia đã gia nhập Tập đoàn Hồng quân số 11 đang tiến đến. Sau đó, cả Thổ Nhĩ Kỳ và các nước cộng hòa Xô viết mới thành lập đã đàm phán để dẫn đến Hiệp ước Kars, theo đó Thổ Nhĩ Kỳ nhượng Adjara cho Liên Xô để đối lấy lãnh thổ Kars, tương ứng với các tỉnh Kars, Iğdır, và Ardahan của Thổ Nhĩ Kỳ ngày nay. Thủ đô Armenia thời Trung Cổ- Ani, cũng như biểu tượng tinh thần của người Armenia-núi Ararat, đều nằm trong khu vực bị nhượng cho Thổ Nhĩ Kỳ. Ngoài ra, Joseph Stalin, khi đó là quyền Chính ủy các vấn đề dân tộc, đã trao các khu vực Nakhchivan và Nagorno-Karabakh (cả hai đều được những người Bolshevik hứa hẹn trao cho Armenia vào năm 1920) cho Azerbaijan.
Từ ngày 12 tháng 3 năm 1922 đến ngày 5 tháng 12 năm 1936, Armenia là một bộ phận của Cộng hòa Xã hội chủ nghĩa Xô viết Liên bang Ngoại Kavkaz cùng với Cộng hòa Xã hội chủ nghĩa Xô viết Gruzia và Cộng hòa Xã hội chủ nghĩa Xô viết Azerbaijan. Người Armenia được sống trong một khoảng thời gian tương đối ổn định dưới sự cai quản của Liên Xô. Cuộc sống dưới chế độ Xô viết ban đầu tỏ ra trái ngược với những năm cuối cùng hỗn loạn của đế quốc Ottoman. Người Armenia nhận được thuốc, thực phẩm cũng như các nhu yếu phẩm khác từ chính phủ trung ương và đã thực hiện cải cách để tăng số người biết chữ. Tuy nhiên Giáo hội Sứ đồ Armenia lại gặp phải tình hình khó khăn, trở thành mục tiêu công kích trong sách giáo khoa và phương tiện truyền thông và bị đấu tố rất nhiều dưới chế độ cộng sản.

### Thời kỳ Stalin
Sau cái chết của Vladimir Lenin vào tháng 1 năm 1924, đã có một cuộc đấu tranh quyền lực ngắn ngủi tại Liên Xô, kết quả là Joseph Stalin đã nắm lấy quyền lực. Xã hội và kinh tế Armenia đã thay đổi dưới quyền Stalin và các nhà hoạch định chính sách của ông ta tại Moskva. Năm 1936, CHXHCNXVLB Ngoại Kavkaz bị giải tán theo lệnh của Stalin. Đối với người dân Armenia, tình hình của họ càng trầm trọng dưới sự cai trị của Stalin. Trong một khoảng thời gian 25 năm, Armenia đã công nghiệp hóa và phổ cập giáo dục dưới các điều kiện nghiêm ngặt, và những người dân tộc chủ nghĩa bị đàn áp khốc liệt. Stalin đã tiến hành một số biện pháp đàn áp có giới hạn nhằm vào Giáo hội Armenia, vốn đã sẵn suy yếu từ nạn diệt chủng Armenia và các chính sách Nga hóa của đế quốc Nga.
Trong thập niên 1920, tài sản riêng của Giáo hội đã bị tịch thu và các linh mục bị quấy nhiễu. Các cuộc tấn công của Xô viết chống lại Giáo hội Armenia đã tăng tốc dưới thời Stalin, bắt đầu vào năm 1929, song trong những năm sau nó đã được nới lỏng đôi chút để cải thiện quan hệ giữa Liên Xô và người Armenia lưu vong. Năm 1932, Khoren Muradpekyan trở thành Khoren I và có được tước hiệu Đức Giáo hoàng của Catholicos. Tuy nhiên, đến cuối thập niên 1930, Xô viết đã nối lại các cuộc tấn công chống lại Giáo hội. Điều này lên đến đỉnh điểm trong vụ án mạng Khoren năm 1938 và đóng cửa Giáo phận Echmiatsin vào ngày 4 tháng 8 năm 1938. Tuy nhiên, Giáo hội Armenia vẫn tiếp tục tồn tại dưới lòng đất và tại hải ngoại.
Đại thanh trừng bao gồm một loạt các chiến dịch đàn áp và khủng bố chính trị tại Liên Xô chống lại các thành viên của Đảng Cộng sản, giai cấp nông dân, nhà văn và tri thức, và những người không liên kết khác. Vào tháng 9 năm 1937, Stalin đã phái Anastas Mikoyan, cùng với Georgy Malenkov và Lavrentiy Beria, cùng một danh sách 300 cái tên đến Yerevan để giám sát việc thanh trừng Đảng Cộng sản Armenia, vốn được hình thành từ những người Bolshevik cũ. Các lãnh đạo cộng sản Armenia như Vagharshak Ter-Vahanyan và Aghasi Khanjian đã trở thành nạn nhân trong cuộc thanh trừng, Ter-Vahanyan trở thành một bị cáo đầu tiên trong các Phiên tòa công khai Moskva. Mikoyan đã cố gắng cứu một người khỏi bị hành quyết trong chuyến đi của ông ta đến Armenia, song đã thất bại. Người đó đã bị Baria bắt khi đang phát biểu trước Đảng Cộng sản Armenia. Có trên một nghìn người đã bị bắt và bảy trong số chín thành viên của Bộ Chính trị Armenia đã bị cách chức.
Giống như các sắc tộc thiểu số khác sống ở Liên Xô dưới thời Stalin, hàng chục nghìn người Armenia đã bị hành quyết và trục xuất. Năm 1936, Beria và Stalin đã hành động để trục xuất người Armenia đến Siberia trong một nỗ lực để giảm dân số Armenia xuống dưới 700.000 nhằm hợp lý hóa việc sáp nhập Armenia vào Gruzia. Theo lệnh của Beria, công an đã được sử dụng để củng cố vị thế chính trị của đảng đối với người dân và ngăn chặn tất cả các biểu hiện dân tộc chủ nghĩa. Nhiều nhà văn, nghệ sĩ, nhà khoa học và các nhà lãnh đạo chính trị đã bị hành quyết hoặc bị buộc phải sống lưu vong. Ngoài ra, năm 1944, gần 200.000 người Hemshin (người Armenia theo Hồi giáo Sunni sống gần các khu vực ven bờ biển Đen của Nga, Gruzia và Thổ Nhĩ Kỳ) đã bị trục xuất từ Gruzia đến các khu vực ở Kazakhstan và Uzbekistan. Việc trục xuất người thuộc sắc tộc Armenia từ các khu vực ven biển tiếp tục xảy ra vào năm 1948, khi 58.000 người dân tộc chủ nghĩa Armenia, những người ủng hộ Dashnak và người Hi Lạp đã bị buộc phải chuyển đến Kazakhstan.

### Thế chiến II

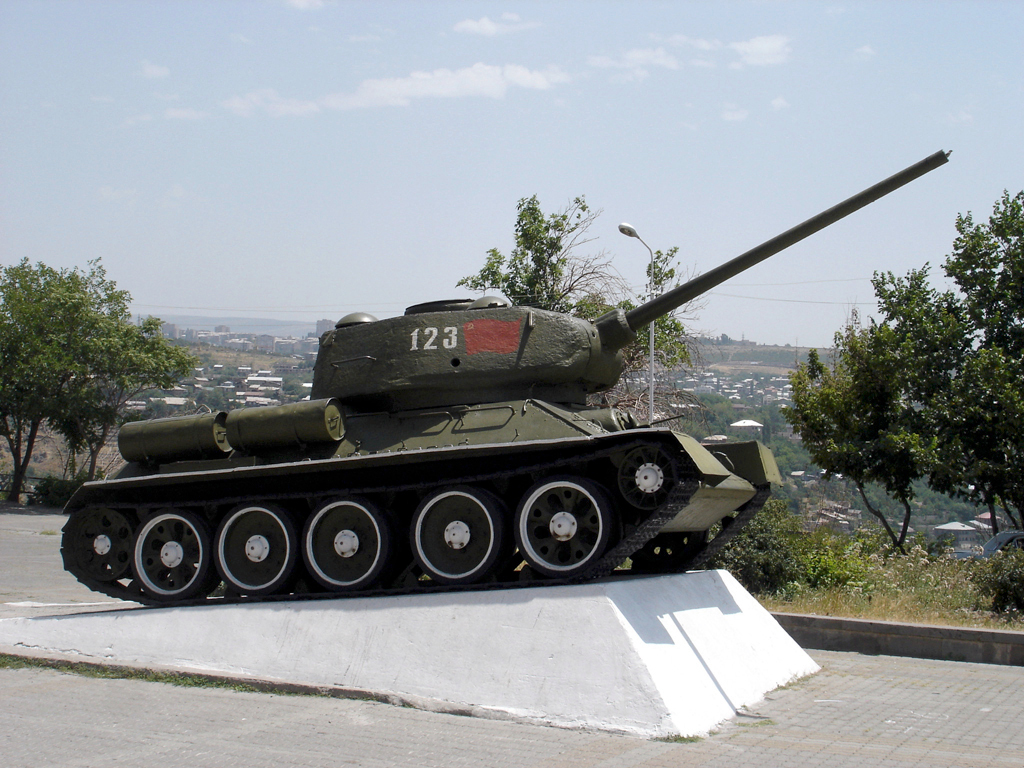
Một xe tăng T-34 tại Công viên Chiến thắng ở Yerevan.

Armenia đã không bị tàn phá và hủy diệt trong Chiến tranh Xô-Đức. Wehrmacht chưa bao giờ tiến đến Nam Kavkaz, mặc dù họ có định thực hiện điều này để nắm lấy quyền kiểm soát các mỏ dầu tại Azerbaijan. Tuy nhiên, Armenia đã đóng một vai trò quan trọng trong việc hỗ trợ phe Đồng Minh thông qua cung cấp nông sản và hàng hóa công nghiệp. Một ước tính cho rằng có 300.000–500.000 người Armenia đã tham gia chiến tranh, gần một nửa trong số đó đã không trở về. Nhiều người đã có được vinh dự Anh hùng Liên Xô. Hơn 60 người Armenia đã được thăng cấp tướng, và bốn người đã được phong làm Nguyên soái Liên Xô: Ivan Bagramyan, Đô đốc Ivan Isakov, nguyên soái pháo binh Hamazasp Babadzhanian, và nguyên soái không quân Sergei Khudyakov. Chính phủ Liên Xô, trong một nỗ lực nhằm tăng cường sự ủng hộ của nhân dân cho chiến tranh, cũng đã cho phép các biểu hiện dân tộc chủ nghĩa với việc tái bản các tiểu thuyết Armenia, sản xuất các bộ phim như David Bek (1944), và nới lỏng các hạn chế được áp đặt trước đó để chống lại Giáo hội Armenia.
Một số người Armenia bị Đức bắt làm tù binh đã lựa chọn quay sang phục vụ trong các tiểu đoàn Đức thay vì phải chịu nguy cơ tính mạng bị đe dọa trong các trại tù binh chiến tranh. Do có nhiều binh lính đã đầu hàng quân Đức trong lúc giao tranh, người Armenia đã bị Stalin trừng phạt và bị đưa đến làm việc tại các trại lao động ở Siberi. Stalin đã tạm thời nhượng bộ trên vấn đề tôn giáo trong thời gian chiến tranh. Điều này đã dẫn đến việc bầu giám mục Gevork năm 1945 và Đức Giáo hoàng Catholicos Gevork VI. Sau đó, ông được cho phép cư trú ở Echmiadzin.
Vào cuối cuộc chiến, sau khi người Đức đầu hàng, nhiều người Armenia cả ở nước cộng hòa và ở hải ngoại đã vận động Stalin xem xét lấy lại các tỉnh Kars, Iğdır, và Ardahan mà Armenia đã mất cho Thổ Nhĩ Kỳ theo Hiệp ước Kars. Vào tháng 9 năm 1945, Liên Xô tuyên bố sẽ bãi bỏ Hiệp ước hữu nghị Xô-Thổ ký năm 1925. Ngoại trưởng Liên Xô Vyacheslav Molotov đã trình bày nguyện vọng của người Armenia cho các lãnh đạo Đồng minh khác.
Bản thân Thổ Nhĩ Kỳ khi đó không có điều kiện để chống lại một cuộc chiến tranh với Liên Xô, vốn đã trở thành một siêu cường sau chiến tranh. Vào mùa thu năm 1945, quân đội Xô viết tại Kavkaz đã sẵn sàng chuẩn bị cho một cuộc xâm lược có thể xảy ra nhằm vào Thổ Nhĩ Kỳ. Tuy nhiên, khi sự thù địch giữa Đông và Tây phát triển thành Chiến tranh Lạnh, đặc biệt là sau khi đưa ra chủ thuyết Truman vào năm 1947, Thổ Nhĩ Kỳ đã tăng cường quan hệ với phương Tây. Liên Xô đã từ bỏ yêu sách của mình đối với các vùng lãnh thổ bị mất, họ nhận ra rằng NATO sẽ đứng bên Thổ Nhĩ Kỳ nếu xảy ra một cuộc xung đột.

### Nhập cư
Sau chiến tranh, Stalin đã cho phép thực thi một chính sách nhập cư mở tại Armenia; những người lưu vong được mời trở về định cư nhằm khôi phục dân số và tăng cường lực lượng lao động. Người Armenia sinh sống tại các quốc gia như Síp, Pháp, Hy Lạp, Iraq, Liban, và Syria chủ yếu là những người còn sống sót hoặc là hậu duệ của các nạn nhân trong nạn diệt chủng. Họ được chính phủ Liên Xô chi trả chi phí cho chuyến đi trở về quê hương. Một ước tính cho rằng có 150.000 người Armenia đã nhập cư đến Xô viết Armenia từ năm 1946 đến 1948.
Bị thu hút với rất nhiều ưu đãi như phiếu giảm giá thực phẩm, có nhà ở tốt hơn và các lợi ích khác, họ thường xem thường những người Armenia sinh sống tại cộng hòa trước đó. Những người mới đến nói phương ngữ Tây Armenia, thay vì phương ngữ Đông Armenia bản địa tại Xô viết Armenia. Họ thường bị gọi là aghbar (աղբար) hay "người anh em" bởi những người Armenia sinh sống tại Cộng hòa. Mặc dù ban đầu mang tính hài hước, song từ này dần mang hàm ý miệt thị.

### Hồi sinh dưới thời Khrushchev
Giành chiến thắng trong cuộc đấu tranh quyền lực sau cái chết của Stalin năm 1953, Nikita Khrushchev trở thành nhà lãnh đạo mới của Liên Xô. Trong một bài phát biểu bí mật năm 1956, Khrushchev đã lên án Stalin và các chính sách đối nội của Khrushchev phần lớn là nới lỏng sự kìm kẹp của chính phủ trên toàn quốc. Khrushchev tăng cường nguồn lực để sản xuất hàng tiêu dùng và nhà ở. Gần như ngay lập tức, Armenia bắt đầu hồi sinh văn hóa và kinh tế nhanh chóng. Ở một mức độ hạn chế, một số quyền tự do tôn giáo đã được thực hiện tại Armenia khi Đức Giáo hoàng Catholicos Vazgen I đảm nhận bổn phận của ông vào năm 1955. Một trong những cố vấn và bạn bè thân thiết của Khrushchev, thành viên Bộ chính trị người Armenia Anastas Mikoyan, đã thúc đẩy người Armenia tái khẳng định bản sắc dân tộc của họ. Năm 1954, ông đã có một bài phát biểu tại Yerevan, tại đây ông khuyến khích họ "tái xuất bản các tác phẩm của các nhà văn như Raffi và Charents (người thứ hai bị hành quyết trong thanh trừng).
Dưới thời Liên Xô, người Armenia, cùng với người Nga, người Ukraina, người Belarus, người Gruzia, ngươì Đức, và người Do Thái được đánh giá là các dân tộc "tiến bộ", và được gộp lại thành các dân tộc phía Tây. Vùng Kavkaz và đặc biệt là Armenia được các học giả và sách giáo khoa Xô viết công nhận là "nền văn minh lâu đời nhất trên lãnh thổ" của Liên Xô.
Ngày 24 tháng 4 năm 1965, hàng nghìn người Armenia đã biểu tình trên các đường phố ở Yerevan nhằm kỉ niệm 50 năm diệt chủng Armenia. Quân đội Liên Xô đã tiến vào thành phố và cố gắng vãn hồi trật tự. Để ngặn chặn điều này có thể tái diễn, điện Kremlin đã đồng ý cho xây dựng một đài tưởng niệm để tỏ lòng kính trọng đối với những người đã thiệt mạng trong các hành động tàn bạo. Đến tháng 11 năm 1967, đài tưởng niệm đã hoàn thành trên đồi Tsitsernakaberd ở Yerevan. Bia tưởng niệm cao 44-mét tượng trưng cho sự tái sinh của người Armenia.

### Thời kỳ Brezhnev
Sau khi Leonid Brezhnev lên nắm quyền vào năm 1964, phần lớn các cải cách của Khruschev đã bị đảo ngược. Thời kỳ Brezhnev bắt đầu một trạng thái trì trệ mới, và đã xảy ra hiện tượng suy giảm cả về chất lượng và số lượng các sản phẩm của Liên Xô. Armenia đã bị ảnh hưởng bởi các chính sách này, và nó đã được chứng minh vài năm sau đó trong thảm họa động đất Spitak 1988. Vật liệu như xi măng và bê tông dùng để xây dựng những ngôi nhà mới đã bị chuyển sang sử dụng cho các mục đích khác. Tham nhũng và thiếu giám sát quá trình xây dựng đã khiến các tòa nhà có chất lượng kém. Khi động đất xảy ra vào ngày 7 tháng 12 năm 1988, nhà cửa và các căn hộ chịu đựng kém nhất là những căn nhà xây dưới thời Brezhnev. Tuy nhiên, những ngôi nhà cũ hơn lại chịu đựng tốt hơn trước trận động đất.

### Thời kỳ Gorbachev
Mikhail Gorbachev đã thực hiện các chính sách Glasnost và Perestroika trong thập niên 1980, điều này đã thúc đẩy người Armenia mộng tưởng về một cuộc sống tốt đẹp hơn dưới quyền cai trị của Xô viết. Những người Hemshin bị Stalin trục xuất đến Kazakhstan trước đây bắt đầu thỉnh cầu chính phủ chuyển họ về CHXHCNXV Armenia. Tuy nhiên, chính phủ Liên Xô đã từ chối lời thỉnh cầu này vì lo ngại những người Hemshin theo Hồi giáo có thể xung đột tôn giáo với những đồng bào Armenia theo Ki-tô giáo của họ.
Người Armenia ở vùng Nagorno-Karabakh, vùng này từng được những người Bolshevik hứa trao cho Armenia song sau đó đã bị Stalin trao cho CHXHCNXV Azerbaijan, bắt đầu tiến hành một phong trào nhằm hợp nhất khu vực với Armenia. Phần lớn người Armenia sinh sống trong khu vực này bảy tỏ mối lo ngại về việc bị ép buộc "Azeri hóa". Ngày 20 tháng 2 năm 1988, Xô viết Tối cao của Tỉnh tự trị Nagorno-Karabakh đã bỏ phiếu thông qua việc thống nhất tỉnh này với Armenia. Các cuộc biểu tình đã diễn ra tại Yerevan để thể hiện sự ủng hộ cho những người Armenia Karabakh. Nhà cầm quyền Azerbaijan cũng khuyến khích các cuộc biểu tình chống lại. Tuy nhiên, chúng đã sớm biến thành bạo lực chống lại người Armenia tại thành phố Sumgait. Ngay sau đó, bạo loạn sắc tộc đã nổ ra giữa người Armenia và người Azerbaijan. Gorbachev và các lãnh đạo trung ương ở Moskva cũng từ chối yêu cầu thống nhất Nagorno-Karabakh với Armenia vào mùa xuân năm 1988.

## Độc lập
Ngày 5 tháng 5 năm 1990, Quân đội Armenia Mới (NAA) đã được thành lập, đây là một lực lượng quốc phòng riêng biệt với quân đội Liên Xô. Lễ kỉ niệm thành lập được lên kế hoạch diễn ra vào ngày 28 tháng 5, tức ngày hình thành nên Đệ nhất Cộng hòa Armenia. Tuy nhiên, vào ngày 27 tháng 5, giao tranh đã nổ ra giữa Quân đội Armenia Mới và quân MVD đóng tại Yerevan, hậu quả là năm lính Armenia thiệt mạng trong một cuộc đấu súng tại ga xe lửa. Các nhân chứng tuyên bố rằng MVD đã sử dụng vũ lực quá mức trong giao tranh và cho rằng họ đã chủ mưu gây ra giao tranh. Ngoài ra, giao tranh giữa dân quân Armenia và MVD gần Sovetashen đã gây ra cái chết cho 26 người, vì thế lễ kỉ niệm bị hủy bỏ vô thời hạn.
Ngày 17 tháng 3 năm 1991, Armenia cùng với ba nước Baltic, Gruzia và Moldova, đã tẩy chay cuộc trưng cầu dân ý trên quy mô toàn liên bang, kết quả cuộc trưng cầu này là 78% số người đi bầu ủng hộ việc duy trì Liên Xô theo một thể thức cải cách. Ngày 23 tháng 8 năm 1991, Armenia trở thành một trong các nước cộng hòa đầu tiên tuyên bố độc lập khỏi Liên Xô. Mong muốn tách ra khỏi Liên Xô của Armenia phần lớn là do chính quyền Moskva không nhượng bộ trong vấn đề Karabakh, giải quyết tồi hậu quả động đất, và các thiếu sót trong nền kinh tế Liên Xô.
Ngày 21 tháng 9 năm 1991, Armenia tuyên bố độc lập. Căng thẳng giữa Armenia và Azerbaijan tiếp tục leo thang, cuối cùng đã dẫn đến Chiến tranh Nagorno-Karabakh. Mặc dù đã có một lệnh ngừng bắn từ năm 1994, Armenia vẫn chưa giải quyết xong cuộc xung đột với Azerbaijan trên vấn đề Nagorno-Karabakh.